# Diddington
Diddington – wieś w Anglii, w hrabstwie Cambridgeshire, w dystrykcie Huntingdonshire. Leży 27 km na zachód od miasta Cambridge i 86 km na północ od Londynu.